# Karin Tengvald
Karin Birgitta Tengvald, född 6 oktober 1943 i Umeå, är en svensk sociolog. 
Tengvald blev politices magister 1968 och filosofie doktor i Uppsala 1976. Hon var assistent på sociologiska institutionen i Uppsala 1966–1969, extra universitetslektor 1969, universitetslektor vid Socialhögskolan i Stockholm 1970–1974 och 1978, forskare vid Medicinska forskningsrådet 1974–1977, tillförordnad professor 1979–1980, gästprofessor vid Case Western Reserve University i Cleveland, Ohio, 1981 samt professor inom tema hälso- och sjukvård i samhället vid Linköpings universitet från 1981. Hon har varit ledamot av Socialstyrelsens vetenskapliga råd, av Universitets- och högskoleämbetets planberedning för samhällsvetenskap och juridik och av Världshälsoorganisationens styrkommitté för social och ekonomisk forskning. Hon har författat skrifter inom områdena sociologi samt hälso- och sjukvårdsforskning.